# Maximilian Suppantschitsch
Maximilian Suppantschitsch (* 13. April 1865 in Wien; † 19. Jänner 1953 in Krems an der Donau) war ein österreichischer Maler.

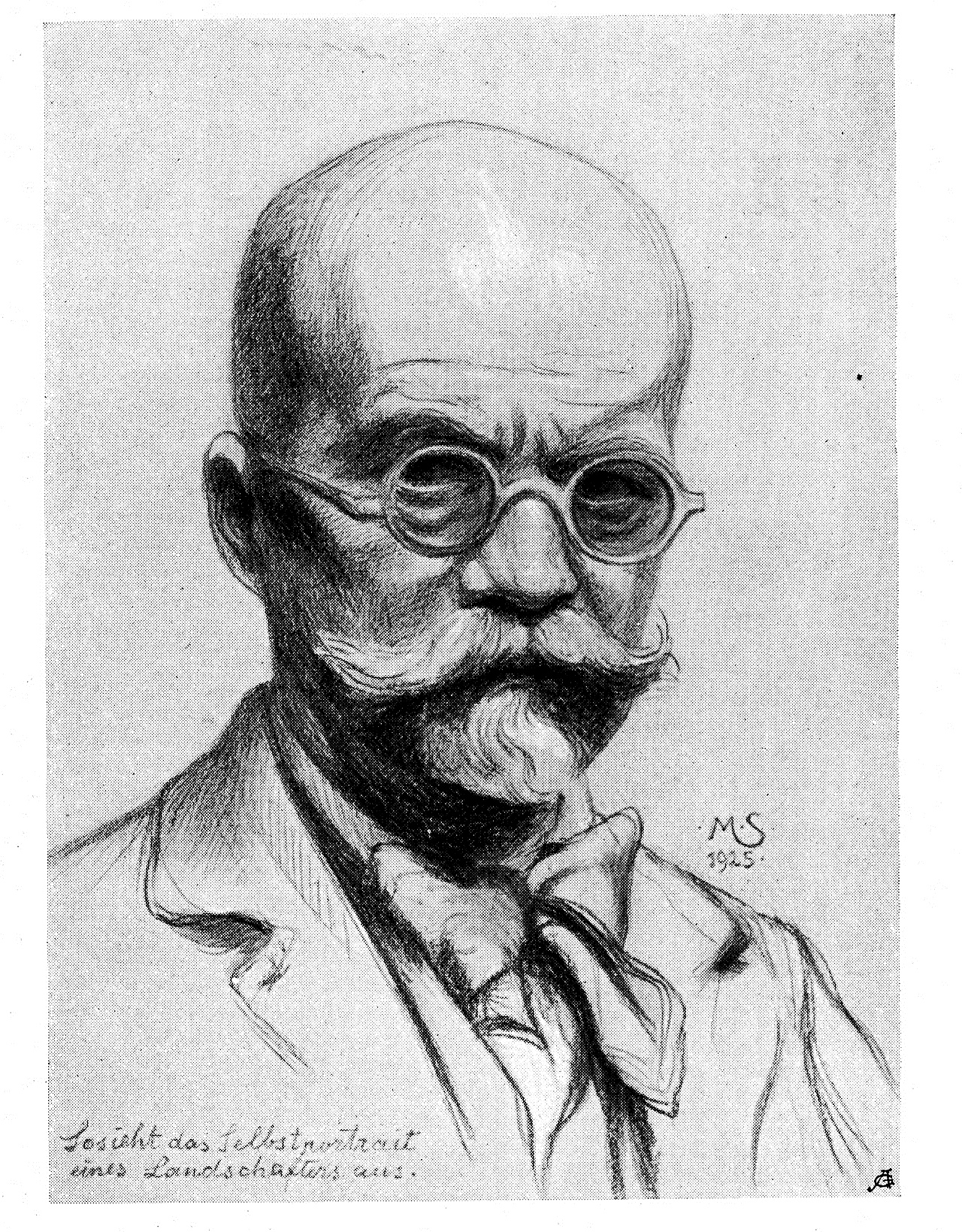
Maximilian Suppantschitsch

## Leben
Maximilian Suppantschitsch studierte bei Eduard Peithner von Lichtenfels an der Wiener Akademie und verbrachte Studienaufenthalte in Österreich-Ungarn und Italien.
1897 wurde er Mitglied des Wiener Künstlerbundes. 1900 war er Gründungsmitglied des Hagenbundes. Er war auch Mitglied des Wachauer Künstlerbundes.
1900 nahm er an der Pariser Weltausstellung teil und erhielt dabei eine „mention honorable“.
Nach dem Ersten Weltkrieg zog er sich mehr und mehr aus dem Wiener Kunstbetrieb zurück. Die meiste Zeit verbrachte er nun in Dürnstein, wo er ab 1944 seinen festen Wohnsitz hatte.
Er lebte im Sommer im Stift und im Winter im Gasthaus Richard Löwenherz, wo er Aufnahme in die Familie Thiery fand.

## Werk
Suppantschitsch schuf neben zahlreichen Gemälden unzählige Skizzen und Detailstudien architektonischer und volkskundlicher Motive aus der Wachau. Er hinterließ ein Werk von nahezu 1000 Arbeiten.

## Ehrungen
- Kleine goldene Staatsmedaille (1908)
- Königswarter-Preis (1900)
- Drasche-Preis (1915)